# Tania Malheiros
Tania Malheiros é uma cantora e jornalista brasileira.

## Biografia
É autora de quatro livros sobre a questão nuclear no Brasil: Histórias Secretas do Brasil Nuclear e Brasil, a Bomba Oculta, com prefácio de Janio de Freitas e revisão de Neri Victor Eich; este segundo livro foi lançado também na Alemanha pelo Instituto de Análises Estratégicas (Institut für Strategieanalysen). Em setembro de 2018, Tania lançou "Bomba atômica! Pra quê? Brasil e energia Nuclear", editora Lacre, edição atualizada de seus trabalhos anteriores, repleto de informações novas. Em fevereiro de 2018, lançou seu blog. Em 2023 lançou o quarto livro "Cobaias da radiação - a história não contada da marcha nuclear brasileira e de quem ela deixou para trás". Com documentos inéditos, "Cobaias da Radiação" revela toda a história da primeira unidade nuclear brasileira explorando a mão de obra operária no manuseio de material radioativo. Muitos desapareceram do mapa. Assinam os prefácios  os jornalistas Cristina Serra e André Trigueiro. 

## Jornalismo
Tania trabalhou nos jornais O Globo, Folha de S. Paulo, O Estado de S. Paulo, e foi colaboradora do Jornal do Brasil. Pela reportagem Aramar teve acidentes radioativos (Jornal do Brasil, edição de 28 de dezembro de 1996) ganhou o Prêmio Esso de Jornalismo em 1997, na categoria Informação Científica, Tecnológica e Ecológica. A repórter foi merecedora do Prêmio Esso por ter denunciado um vazamento de gás de urânio, que contaminou funcionários no complexo do Centro Experimental Aramar, no interior de São Paulo. Com chamada na primeira página, a matéria teve grande destaque e repercussão. No BLOG, desde 2018, Tania tem feito importantes denúncias na área nuclear, entre elas, o desaparecimento de ampolas com urânio enriquecido; roubo de cabos de energia na Central Nuclear de Angra; contaminação de urânio em instalações da INB, em Caldas (MG), entre outras.

## Música
Tania Malheiros começou a cantar na infância, por influência do pai, Mucio de Sá Malheiros, cavaquinista. Cantou em festas, clubes, até ingressar no jornalismo. No ano de 2000, ela começou a cantar em redutos de grandes sambistas e não parou mais, sendo abençoada por Xangô da Mangueira, Wilson Moreira, Nelson Sargento, Noca da Portela, Vó Maria, ícones do samba. Tania não parou mais. Em 2010 lançou seu primeiro CD "Deixa eu me benzer", com a maioria dos arranjos e direção musical do genial maestro e pianista Gilson Peranzzetta. Em 2016, lançou "A moça no espelho", seu primeiro Cd autoral. Tania  está no facebook . Como produtora, idealizou, produziu e realizou importantes shows temáticos no Centro Cultural Justiça Federal (CCJF), no Centro do Rio, tais como: 60 anos sem Geraldo Pereira, o Sambista Maior (2015); O Centenário do Samba (2016) e Trio Samba Bossa Breque (2017), com cantores e músicos convidados. Em 2019, apresentou show em homenagem a Billy Blanco e Dolores Duran. Em 2023, no CCJF, produz e canta no Tributo a Xangô da Mangueira - 100 anos.   
Tania também produziu e realizou dois shows no município de Santa Maria Madalena, durante a Festa Literária da cidade, em 2016 e 2017. 
As carreiras de jornalista, escritora, produtora cultural e cantora caminham em conciliação.   